# Артур О'Коннелл
Артур Джозеф О'Коннелл (англ. Arthur O'Connell; 29 березня 1908, Нью-Йорк, Нью-Йорк, США — 18 травня 1981, Лос-Анджелес, Каліфорнія, США) — американський актор театру, кіно і телебачення, дворазовий номінант премії «Оскар» за найкращу чоловічу роль другого плану.

## Біографія
Артур Джозеф О'Коннелл народився 29 березня 1908 року на Мангеттені (Нью-Йорк). У 1941 році дебютував у кіно в епізодичній ролі у фільмі «Громадянин Кейн» режисера Орсона Веллса.

## Фільмографія
| Рік  |   | Українська назва         | Оригінальна назва      | Роль                              |
| ---- | - | ------------------------ | ---------------------- | --------------------------------- |
| 1955 | ф | Пікнік                   | Picnic                 | Говард Біванс                     |
| 1958 | ф | Анатомія вбивства        | Anatomy of a Murder    | Парнелл Емметт Мак-Карті          |
| 1959 | ф | Операція Спідня спідниця | Operation Petticoat    | головний моторист Мейт Сем Тостін |
| 1965 | ф | Великі перегони          | The Great Race         | Генрі Гудбоді                     |
| 1968 | ф | Влада                    | The Power              | професор Гаррі Холлсон            |
| 1972 | ф | Пригоди «Посейдона»      | The Poseidon Adventure | капелан Джон                      |